# Nicholas Evans
Nicholas Evans (Bromsgrove, Worcestershire, 26 de julio de 1950 - 9 de agosto de 2022) fue un periodista, escritor, productor de cine y TV y novelista británico.

## Biografía
Evans fue educado en la Escuela Bromsgrove (Bromsgrove School) pero antes de estudiar en la Universidad de Oxford, cumplió servicios de caridad en África a través de "Voluntary Service Overseas" (VSO). Luego de eso trabajó como reportero para la prensa escrita  y también para la televisión. En el 2006 vive en Devon.
Su novela El hombre que susurraba al oído de los caballos ("The Horse Whisperer") se colocó en 1995 en la 10.ª posición de la lista de novelas más vendidas de Estados Unidos ese año, según el diario New York Times. La novela también se llevó a la pantalla grande, con la dirección y actuación de Robert Redford y de Kristin Scott Thomas.
Está casado con la cantante y compositora Charlotte Gordon Cumming.